# Saint-Théodore-d'Acton
Saint-Théodore-d’Acton (AFI: /sɛ̃teodɔᴚdaktɔn/), antiguamente Saint-Théodore, es un municipio perteneciente a la provincia de Quebec en Canadá. Está ubicado en el municipio regional de condado (MRC) de Acton en la región de Montérégie-Est.

## Geografía
Saint-Théodore-d’Acton se encuentra en la planicie del San Lorenzo, al norte de Acton Vale. Limita al norte con Saint-Nazaire-d'Acton, al este con Wickham y Lefebvre, al sureste con Sainte-Christine, al sur con Acton Vale y al oeste con Upton. Su superficie total es de 83,64 km², de los cuales 83,40 km² son tierra firme y 0,24 km² en agua. El río Duncan baña el territorio.

## Urbanismo
El pueblo de Saint-Théodore-d’Acton se encuentra al cruce de la rue Principale (7e Rang) y de la route des Érables. La rue Principale une el pueblo a la carretera nacional 139 al este. Esta carretera va a Acton Vale al sur y Saint-Nicéphore y Drummondville al norte. El 7e Rang connecta con Upton al oeste aunque la route des Érables une Saint-Télesphore a Saint-Nazaire al norte.

## Historia
El cantón de Acton fue creado en 1806. Los primeros colonos franco-canadienses se establecieron en 1835. La parroquia católica de Saint-Théodore-d’Acton, honrando Teodoro de Amasea o Teodoro de Tarso, fue fundada en 1842 por separación de la parroquia de Saint-André-d’Acton, cuyo iglesia se encuentra en Acton Vale. La oficina de correos de Saint-Théodore abrió en 1863. En 1864, el municipio de parroquia de Saint-Théodore-de-Acton fue instituido. Cambió su estatus en 2011 por el de municipio.

## Política
El consejo municipal se compone del alcalde y de seis consejeros sin división territorial. El alcalde actual (2015) es Guy Bond.
|            | 2005-2009 | 2009-2013                                                                         | 2013-2017                                                                                     |
| Alcalde    | Christian Rohfs*2005-2006 Jean-Elzéar Gauthier2006-2008 Dany Larivière**2008-2009                                      | Dany Larivière                                                                    | Guy Bond                                                                                      |
| Consejeros | Louise Bernard André Desmarais* Pierre Dufort** Pascal Martin Roland Martin Joëlle Pariza Gauthier Yves-Marie Sénamaud | Guy Bond Tony Couture Diane Daigneault Pierre Dufort Éric Laliberté Gilles Simard | Tony Couture Diane Daigneault Mathieu Desmarais Pierre Dufort Éric Laliberté Michaêl Laplante |

 * Consejero al inicio del termo pero no al fin.  ** Consejero al fin del termo pero no al inicio. 
Alcaldes de Saint-Théodore-d’Acton
| Periodo   | Alcalde               |
| 1863-1882 | André Gauthier        |
| 1882-1886 | Prudent Picard        |
| 1886-1887 | Phénix Écuyer         |
| 1887-1895 | Célestin Morin        |
| 1895-1897 | Rémi Gauthier         |
| 1897-1898 | Onézime Beaudoin      |
| 1898-1899 | Damasse Grégoire      |
| 1899-1905 | Gédéon Fontaine       |
| 1905-1906 | Pierre Sylvestre      |
| 1906-1910 | Alphonse Gauthier     |
| 1910-1912 | Dosithée Bouthillette |
| 1912-1913 | Alphonse Gauthier     |
| 1913-1916 | Olivier Bonenfant     |
| 1925-1928 | Édouard Fontaine      |
| 1928-1931 | André Fontaine        |
| 1931      | Napoléon Morin        |
| 1931-1945 | Hector Guérin         |
| 1945-1949 | Édouard Brunelle      |
| 1949-1953 | Euclide Chagnon       |
| 1953      | Pierre Gauthier       |
| 1953-1959 | Arthur Beaudoin       |
| 1959-1961 | Lucien Gauthier       |
| 1961-1965 | Jules Fontaine        |
| 1965-1971 | Gabriel Miclette      |
| 1971-1975 | Florian Désautels     |
| 1975-1979 | Jean-Claude Gauthier  |
| 1979-1980 | Théodore Cusson       |
| 1980-1981 | Jules Fontaine        |
| 1981-1983 | Adrien Ferland        |
| 1983-1989 | Jules Lafrance        |
| 1989-1993 | Yves Gauthier         |
| 1993-2005 | Richard Gauthier      |
| 2005-2006 | Christian Rohlfs      |
| 2006-2008 | Jean-Elzéar Gauthier  |
| 2008-2013 | Dany Larivière        |
| 2013-     | Guy Bond              |

A nivel supralocal, Saint-Théodore-d'Acton forma parte del MRC de Acton. El territorio del municipio está ubicado en la circunscripción electoral de Johnson a nivel provincial y de Saint-Hyacinthe—Bagot a nivel federal.

## Demografía
Según el censo de Canadá de 2011, Saint-Théodore-d’Acton contaba con 1471 habitantes. La densidad de población estaba de 17,7 hab./km². Entre 2006 y 2011 hubo una disminución de 23 habitantes (1,5 %). En 2011, el número total de inmuebles particulares era de 607, de los cuales 589 estaban ocupados por residentes habituales, otros siendo desocupados o residencias secundarias.
Evolución de la población total, 1991-2015